# Tony Cargnelli
Anton „Tony” Cargnelli (ur. 1 lutego 1889 w Wiedniu, zm. 27 czerwca 1974 w Albendze) – austriacki piłkarz, reprezentant kraju, trener włoskich klubów.

## Kariera piłkarska
Tony Cargnelli w czasie kariery piłkarskiej reprezentował barwy klubów: dwukrotnie Germanii Schwechat (do 1913, 1922–1923) oraz AF Wiener (1913–1920).

## Kariera reprezentacyjna
Tony Cargnelli swój jedyny mecz w reprezentacji Austrii rozegrał 30 maja 1909 roku w Budapeszcie w zremisowanym 1:1 wyjazdowym meczu towarzyskim z reprezentacją Węgier.

## Kariera trenerska
Tony Cargnelli po zakończeniu kariery piłkarskiej wyjechał do Włoch w celu rozpoczęcia kariery trenerskiej, gdzie trenował kluby: trzykrotnie FC Torino (1927–1929, 1934–1936, 1940–1942 – mistrzostwo Włoch 1928, wicemistrzostwo Włoch 1929, Puchar Włoch 1936), US Palermo (1930–1931), US Foggia (1932–1933), dwukrotnie AS Bari (1933–1934, 1936–1938), Ambrosianę (1938–1940 – Puchar Włoch 1939, mistrzostwo Włoch 1940), Ligurię Calcio (1942–1943), AC Cuneo (1943–1944), S.S. Lazio (1946–1948), Lucchese Libertas (1948) oraz FC Bologna (1948–1949).

## Statystyki

### Reprezentacyjne
| Reprezentacja | Rok     | Mecze | Gole |
| ------------- | ------- | ----- | ---- |
| Austria       | 1909    | 1     | 0    |
| Łącznie       | Łącznie | 1     | 0    |

| Mecze w reprezentacji | Mecze w reprezentacji | Mecze w reprezentacji | Mecze w reprezentacji | Mecze w reprezentacji | Mecze w reprezentacji |
| Lp.                   | Data                  | Miasto                | Przeciwnik            | Wynik                 | Rozgrywki             |
| --------------------- | --------------------- | --------------------- | --------------------- | --------------------- | --------------------- |
| 1.                    | 30.05.1909            | Budapeszt             | Węgry                 | 1:1                   | Towarzyski            |

## Sukcesy

### Trenerskie
FC Torino
- Mistrzostwo Włoch: 1928
- Wicemistrzostwo Włoch: 1929
- Puchar Włoch: 1936

Ambrosiana
- Mistrzostwo Włoch: 1940
- Puchar Włoch: 1939

## Śmierć
Antonio Janni zmarł 27 czerwca 1974 roku w Albendze w wieku 85 lat.